# Łożysko igiełkowe

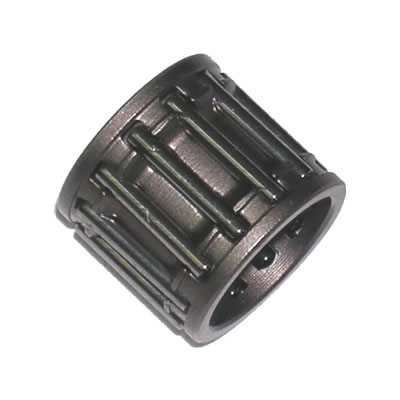
Łożysko igiełkowe

Łożysko igiełkowe – to łożysko walcowe o cienkich pierścieniach i z dużą liczbą długich wałeczków, których średnica nie przekracza zwykle 5 mm. Wałeczki takie nazywa się igiełkami.
Przy ciągłej pracy i dużych prędkościach stosuje się łożyska z koszykami. Łożyska igiełkowe stosowane są zazwyczaj w mniejszych urządzeniach, które pracują z dużą prędkością obrotową. 
Specyfiką łożysk igiełkowych jest przenoszenie jedynie obciążenia poprzecznego. Przy tym warto zauważyć, że posiadają dużą nośność, którą zawdzięczają zarówno samej konstrukcji, jak i odpowiedniemu hartowaniu. Klasyczne łożysko igiełkowe składa się z: 
- dwóch pierścieni
- koszyka
- złożenia igiełkowego

Na rynku istnieją różne odmiany łożysk igiełkowych, m.in.: cienkościenne, przelotowe, nieprzelotowe, nastawne, wzdłużne i zespolone.